# Sun Wensheng
Sun Wensheng (chinesisch 孙文盛; * Februar 1942 in Weihai, Shandong) ist ein ehemaliger chinesischer Politiker der Kommunistischen Partei Chinas (KPCh), der unter anderem zwischen 1993 und 1999 Gouverneur von Shanxi sowie von 2003 bis 2007 Minister für Land und Ressourcen im Staatsrat der Volksrepublik China war.

## Leben
Sun Wensheng begann nach dem Schulbesuch ein Studium am Metallurgischen Institut Shandong, das er 1963 beendete. Er war danach mehrere Jahre in der Metallurgischen Fabrik in Zhuzhou tätig und wurde während dieser Zeit 1966 Mitglied der Kommunistischen Partei Chinas (KPCh). Zu Beginn der 1980er Jahre wechselte er in die Parteiverwaltung. Auf dem XII. Parteitag der Kommunistischen Partei Chinas wurde er 1982 erstmals Kandidat des Zentralkomitees (ZK) der Kommunistischen Partei Chinas und wurde in dieser Funktion auf dem XIII. Parteitag 1987 bestätigt. Er war zunächst zwischen Mai 1983 und August 1984 Sekretär des Parteikomitees von Zhuzhou sowie im Anschluss von 1984 bis 1985 stellvertretender Leiter, ehe er von Juli 1985 bis Oktober 1990 Leiter der Operationsabteilung des Parteikomitees der Provinz Hunan war. Er war zudem zwischen 1985 und 1990 Mitglied des Ständigen Ausschusses des Parteikomitees der Provinz Hunan und absolvierte in dieser Zeit von 1986 und 1987 die Zentrale Parteihochschule. Er war ferner zwischen 1989 und 1993 stellvertretender Sekretär des Parteikomitees der Provinz Hunan.
Auf dem XIV. Parteitag 1992 wurde Sun zum ersten Mal Mitglied des ZK der KPCh und gehörte diesem Gremium nach seiner Bestätigung auf dem XV. Parteitag 1997 bis zum XVI. Parteitag 2002 an. Er fungierte zwischen September 1993 und Juni 1999 als stellvertretender Sekretär des Parteikomitees der Provinz Shanxi sowie zugleich von 1993 bis 1994 als Vizegouverneur der Provinz Shanxi und wurde als solcher im Oktober 1993 kommissarischer Gouverneur. 1993 verlieh ihm die All-Chinesische Frauenvereinigung den Titel „Freund der Frauen“. Als Nachfolger von Hu Fuguo wurde er schließlich 1994 selbst Gouverneur von Shanxi und verblieb auf diesem Posten bis Juli 1999, woraufhin Liu Zhenhua seine Nachfolge antrat.
Sun Wensheng fungierte zwischen 1999 und 2003 als Vizeminister für Land und Ressourcen sowie in Personalunion als stellvertretender Sekretär der Parteiführungsgruppe des Ministeriums. Zugleich wurde er auf dem XVI. Parteitag der Kommunistischen Partei Chinas wurde er 2002 Mitglied der Zentralen Disziplinarinspektionskommission des Zentralkomitees (ZK) der Kommunistischen Partei Chinas und gehörte diesem Gremium bis 2007 an. Als Nachfolger von Tian Fengshan übernahm er im Oktober 2003 den Posten als Minister für Land und Ressourcen im Staatsrat der Volksrepublik China und hatte diesen bis April 2007 inne, woraufhin ihn Xu Shaoshi ablöste. Er war zusätzlich zwischen 2003 und 2007 auch Sekretär der Parteiführungsgruppe des Ministeriums. Im September 2006 erhielt er zudem das Amt als Chefinspektor für staatlichen Grundbesitz und behielt diesen bis zu seiner Ablösung durch Xu Shaoshi im Juni 2007.